# Matomo
Matomo es una aplicación web libre y de código abierto, escrita por un equipo internacional de diseñadores que corre sobre un servidor web PHP/MySQL. Rastrea en tiempo real páginas vistas y visitas de un sitio web y muestra reportes de estos datos para su análisis. Hasta septiembre del 2015, Matomo fue usada por cerca de 900 mil sitios web, o 1,3% de todos los sitios webs, y ha sido traducida a más de 45 idiomas. Nuevas versiones son regularmente liberadas por pocas semanas de diferencia. Fue conocida como Piwik hasta el 10 de enero de 2018.

## Historia
Piwik se lanzó a fines de 2007 como reemplazo de phpMyVisites, con soporte completo de API, una interfaz de usuario más limpia, gráficos modernos, mejor arquitectura y mejor rendimiento.
El 21 de noviembre de 2008, SourceForge anunció la disponibilidad de Piwik como una aplicación alojada para desarrolladores.
Piwik fue seleccionado el proyecto del mes de SourceForge para julio de 2009.
En agosto de 2009, Piwik fue nombrada entre las mejores empresas de código abierto en los premios Bossie 2009 de InfoWorld.
En diciembre de 2012, Piwik comenzó el una financiación colectiva para las nuevas funciones solicitadas.
En enero de 2018, Piwik fue renombrado oficialmente como Matomo.

## Características
Matomo muestra informes con respecto a la ubicación geográfica de las visitas, origen de las visitas (es decir, si procedían de un sitio web, directamente o de alguna otra manera), las capacidades técnicas de los visitantes (navegador, tamaño de pantalla, sistema operativo, etc.), lo que la visitantes hicieron (páginas internas visitadas, acciones que tomaron, cómo dejaron el sitio web), el tiempo de visitas y más.
Además de estos informes, Matomo ofrece otras características para el análisis de los datos se acumula, tales como:
- Anotaciones - La capacidad de guardar notas (como el análisis de uno de los datos).
- Transiciones - Permite ver cómo los visitantes navegan un sitio web.
- Objetivos - La posibilidad de fijar objetivos para las acciones que se desea para los visitantes (tales como visitar una página o la compra de un producto). Matomo de seguimiento del número de visitas que resultan en la realización del objetivo.
- E-commerce - La capacidad de realizar un seguimiento de si y cómo gasta la gente en un sitio web
- Superposición de páginas - Una función que muestra el análisis de datos superpuestos en la parte superior de una página web.
- Variables personalizadas - La capacidad de adjuntar datos, como un nombre de usuario, para revisar los datos.

Matomo también proporciona características que no están directamente relacionados con el análisis de tráfico web, incluyendo:
- Opciones de privacidad - la capacidad para anonimizar direcciones IP, datos de seguimiento de limpieza regular (pero no los reportes de datos), optar por el apoyo o no del seguimiento.
- Informes - Enviados por correo electrónico o mensaje de texto.
- Importación de registro - Usa secuencia de comandos, para importar los datos de los registros del servidor web.
- La API - Cada informe es accesible a través de una API web, así como casi todas las funciones administrativas. Cualquier programa puede ser creado para utilizar esta API.
- La aplicación móvil - una aplicación móvil gratuita se proporciona para que los usuarios puedan acceder a sus datos de análisis en su teléfono.

Matomo también se puede integrar con aplicaciones de terceros, incluyendo sistemas CMS como WordPress o Drupal, aplicaciones de comercio electrónico, tales como Magento o PrestaShop, sistemas de boletines tales como phpBB, y mucho más.
La comunidad Matomo también ha creado varios plugins que se pueden utilizar para aumentar Matomo. En este momento hay 58 plugins de terceros disponibles.